# ガディール・フンムの出来事
ガディール・フンムの出来事 （ アラビア語: حَدِيْث ٱلْغَدِيْر ; ペルシア語: رویداد غدیر خم）とは、イスラームの預言者 ムハンマド （アラビア語： محمد）が、アラビア半島にあり、メッカとメディーナの間に位置する場所である、ガディール・フンム（ アラビア語: غَدِيْر خُمّ）において、イスラーム暦10年ズルハッジャ月18日（西暦632年3月19日）、アリー・ブン・アビー・ターリブ（アラビア語：علی بن ابی طالب）を信者達のワリー（アラビア語：ولی）であると宣言した出来事を指す。シーア派ムスリムの間ではこの日はイード・アル＝ガディール（ガディール祭）とされ、毎年祝われる。     

## スンナ派とシーア派による伝承の解釈の相違
イスラームの預言者ムハンマドは生涯最後のハッジの大巡礼の帰途、ともに大巡礼に参加した信者達すべてをガディール・フンムに集め説教をした。その中でフレーズの一つが　مَنْ کنْتُ مَوْلاهُ فَهذا عَلی مَوْلاهُ　（日本語訳：私がその人のマウラーであれば、このアリーがその人にとってのマウラーである。）である。ワリーやマウラーという言葉は指導者や信頼できる友という意味である。またウィラーヤト（アラビア語：ولایة　）という統治をさす言葉と同じ語源からの言葉である。 
この出来事そのものは、多少の文章の差異があるとしても疑いの余地がなく数多く伝承されている。またスンナ派とシーア派の両方の原典に記載され、受け入れられている。 
ただこの出来事を伝える伝承の解釈において意見の違いが存在する。シーア派はここでムハンマドがアリー・ブン・アビー・ターリブを自分の後継者、兄弟としてアッラーの指示として信者達に紹介したと主張している。 
それに対してスンナ派はイエメンで起こったアリーと教友たちとの間の不和のためにこの言葉が発せられたと主張している。それゆえこの言葉は単にムハンマドとアリーの親しい関係を示すものであり、ムハンマドが信者達にアリーと仲良くするように命じたものであり、アリーが彼のいとことして自分の死後は一門の代表であると宣言したものであるとみなしている。   

## ガディール・フンムの位置
ガディール・フンムはメッカとメディーナの間に位置し、ハッジの巡礼者の旅路上に存在する。雨水がたまる場所である所からこの名前で知られるようになった。ガディール・フンムはジュフファ（アラビア語：جحفة）とは3ないし4キロメートル離れた所にある。ジュフファはメッカから64キロメートル離れた位置にあり、巡礼の時にそこで布二枚になる重要な場所のひとつである。ジュフファにおいてエジプト、メディーナ、イラク、シリア地域からの巡礼者がそれぞれ別の道を帰ることになるのである。ガディール・フンムは、水が存在し、古木が立っている所から旅人達にとっての休息所として古くから知られていた。   

## 出来事の詳細

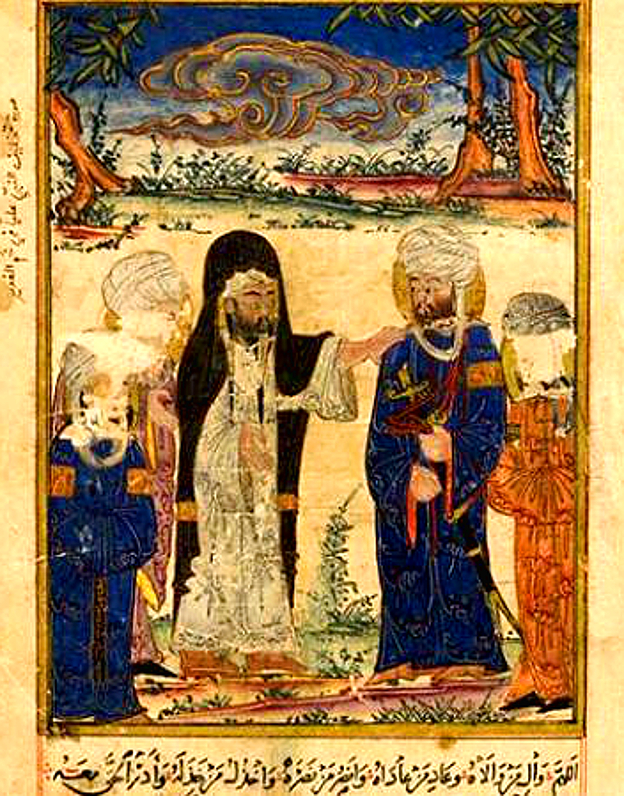
ガディール・フンムにおけるアリーの任命

イスラーム暦10年（西暦632年）、その翌年にムハンマドは逝去するのであるが、ムスリムが住んでいる全地域、部族に対して彼がメッカに行ってハッジの大巡礼を挙行するつもりであることを伝えた。その結果、最も多くの信者が参加した行事が挙行され、別離の大巡礼として知られるようになる。 
大巡礼の帰途ムハンマドはガディール・フンムで信者が全員集まるよう命じた。イエメンから参加した信者達にも違う道から帰るという理由で免除することはしなかった。
メッカとメディーナの間のガディール・フンムで次の『クルアーン』の節が啓示された。
یَا أَیُّهَا الرَّسُولُ بَلِّغْ مَا أُنْزِلَ إِلَیْکَ مِنْ رَبِّکَ ۖ وَإِنْ لَمْ تَفْعَلْ فَمَا بَلَّغْتَ رِسَالَتَهُ ۚ وَاللَّهُ یَعْصِمُکَ مِنَ النَّاسِ ۗ إِنَّ اللَّهَ لَا یَهْدِی الْقَوْمَ الْکَافِرِینَ
日本語訳：おお、御使いよ！あなたの主からあなたに下された（すべての）ものを、伝えなさい。あなたがそれをしないなら、かれの啓示を伝える使命は果せないであろう。神は、（危害をなす）人々からあなたを守護なされる。まことに神は決して不信心の民を導かれない。
この節が啓示された後、ムハンマドは巡礼者たちを集め、説教を行った。
「おぉ人々よ、私はもうすぐ私の主のお呼びに応えてあなたたちの中から去らなければならない。あなたたちと同じように私も清算に呼び出されるであろう。あなたたちは唯一でありユニークであられる神の他に礼拝に値するものはないと証言するであろうか？あなたたちはムハンマドは神のしもべであり、み使いであると証言するだろうか？楽園、地獄の日、そして死はすべて真実であるだろうか？報奨と復活の日が確かに来る、そして神は大地の中に葬られている者たちを蘇らされることは真実であろうか？」
大群衆は答えた。
「まことにわれわれはそれらのことすべての証人である」と。
聖預言者（SAW）はこう続けられた。
「さて報奨の日がわれわれの前に控えている。あなたたちは復活の平原に死者が立ち上がらせられることを信じ、その日あなたたちはあなたたちの預言者の前に立たされる。私は来世に向かって旅立つので、私があなたたちに残す2つの重大なもの（サクァライン）、貴重な遺産をどのように扱うか注意せよ！
2つの中のより偉大なるものは「神の本（クルアーン）」である。それは神のみ手にあるのと同様に、あなたたちの手の中にある。それ故あなたたちは誤って導かれないようしっかりとそれを掴んでおれ。2つの遺産の中の小さいほうの者はわたしの子孫であり、わたしの「アフルルバイト（神の家の家族）」である。その２つの遺産は復活の日までお互いに決して離されないと神はお告げになった。
おお人々よ、これらの2つの遺産にソッポを向いてはならない。あなたたちがそれらの2つ「神の本」と「わたしの家族」に頼る限り、あなたたちは決して迷うことはない」
ここで聖預言者はアリーを側に呼び、手を取って高く掲げ、アリーのすべての性格、徳性を集まった群衆に説明して示した。それから神のみ使いは尋ねた。
「おぉ人々よ！信ずる者たち（信者）自身よりも誰がよりよく受け入れられる資格があるだろうか？」と。
人々は答えた。
「神と神のみ使いがよりよく知っている」と。
彼は続けた。
「私がマスター（アラビア語ではマウラー）である者は誰でも、今やアリーがその人のマスターである。
おぉ神よ！アリーを愛する者を愛し、アリーを敵にする者はだれであれ敵としてください。おぉ神よ！彼を助ける者はだれであれ助け、彼の敵を低くしてください。おぉ神よ！彼を真理の「要」としてください。」と。
シーア派の主張ではこの後聖クルアーンの食卓章3節が啓示された。
الْیَوْمَ أَکْمَلْتُ لَکُمْ دِینَکُمْ وَأَتْمَمْتُ عَلَیْکُمْ نِعْمَتِی وَرَضِیتُ لَکُمُ الْإِسْلَامَ دِینًا 
日本語訳：今日われはあなたたちのために、あなたたちの宗教を完成し、またあなたたちに対するわれの恩恵を全うし、あなたたちのための教えとして、イスラームに満足したのである。
伝承によれば、その後ムハンマドは信者全員がアリーとベイアの忠誠の誓いをし、彼にお祝いをするように命じた。
アッラーマ・マジュレスィーが編纂したビハール　アル・アンワールによれば、当時の有名な詩人であったヒサーン・ビン・サービトもまたムハンマドの許可を得てこの出来事についての詩を作ったのである。
その後ムハンマドはアンサールとともにメディーナに帰ったとされる。

## イード・アル＝ガディール
シーア派のムスリムは、預言者ムハンマドがアリーを後継者と指名した日であるズルハッジャ月18日を、イード・アル＝ガディール（Eid al-Ghadir）として祝う。 
断食、グスル（沐浴）、ドゥアー・ヌドバ の暗誦、信者への食事の提供は、現在まで、この日に推奨される習慣の1つである。
イラクのシーア派は、この日をカルバラーへの巡礼によって祝う 。イランではアブー・バクル、ウマル、ウスマーンを象徴する蜂蜜を詰めたペイストリーを作り、ナイフで刺したりするが、このような慣習は後にイランの宗教指導者によって否定されている。
また、次のような国でも祝日とされる：インド 、 アゼルバイジャン  、イエメン 、 アフガニスタン 、 レバノン 、 バーレーン、シリア 。 シーア派ムスリムは、欧州、アメリカ、英国、ドイツ、フランスでも、イード・アル＝ガディールを祝っている  。